# Thereza Ruiz
Thereza Tinajero Ruiz (São Paulo, 1 de junho de 1954) é uma taquígrafa, administradora de empresas e política brasileira.
Thereza foi a 2ª mulher a se candidatar à Presidência, em 1998 pelo PTN – a 1ª mulher tendo sido a advogada Lívia Maria Pio, em 1989 pelo PN.

## Campanhas eleitorais
- 1998 – 10ª colocada na campanha à Presidência pelo PTN com 166.138 votos (0,25% dos válidos);
- 2002 – 16ª colocada na campanha ao Senado por São Paulo pelo PTN com 67.766 votos (0,2% dos válidos).